# Frieda Gijbels
Frieda Gijbels, née le 18 février 1975 à Brée, est une femme politique belge, membre de la Nieuw-Vlaamse Alliantie (N-VA). Elle est députée à la Chambre des représentants.

## Biographie
Frieda Gijbels nait le 18 février 1975 à Brée.
Aux élections législatives fédérales de 2019, Frieda Gijbels est élue à la Chambre des Représentants. Elle est réélue en 2024.